# 1429 Pemba
1429 Pemba je asteroid v glavnem asteroidnem pasu. 
Spada v družino asteroidov Alinda.

## Odkritje
Asteroid je 2. julija 1937 odkril Cyril V. Jackson v Johannesburgu. Poimenovan je po tanzanijskem otoku Pembi.

## Lastnosti
Asteroid Pemba obkroži Sonce v 4,08 letih. Njegova tirnica ima izsrednost 0,336, nagnjena pa je za 7,746 ° proti ekliptiki.